# Ilex matangicola
Ilex matangicola är en järneksväxtart som beskrevs av Ludwig Eduard Loesener. Ilex matangicola ingår i släktet järnekar, och familjen järneksväxter. Inga underarter finns listade i Catalogue of Life.